# Vallée de San Joaquin
Pour les articles homonymes, voir San Joaquin.

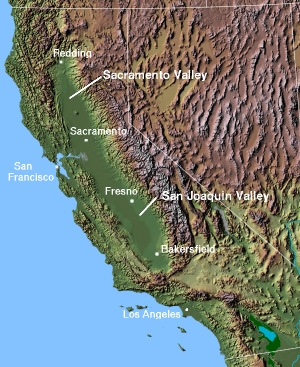
Vallée de San Joaquin dans la Vallée Centrale.

La vallée de San Joaquin est la région de la Vallée Centrale de l'État de Californie aux États-Unis qui s'étend au sud du delta du Sacramento à Stockton. Bien que la plus grande partie de la vallée soit rurale, elle contient aussi des centres urbains importants, comme Stockton, Fresno, Modesto, Visalia et Bakersfield. C'est l'un des greniers des États-Unis, produisant 50 % des fruits et légumes et 90 % des amandes, artichauts, avocats et tomates des États-Unis.

## Production agricole
L'amande est le premier produit d'exportation agricole de la Californie, qui produirait près de 80 % des amandes dans le monde. Ce chiffre est néanmoins revu à la baisse depuis 2010, du fait des graves problèmes environnementaux liés à la pollution que connaît la région, et au syndrome d'effondrement des colonies d'abeilles. Car à elle seule, la pollinisation des champs d'amandiers nécessite 1 500 000 ruches, ce qui en fait la plus grande transhumance d'abeilles au monde.

## Histoire
Contrairement à la plupart des autres régions agricoles des États-Unis, la vallée de San Joaquin ne fut colonisée à grande échelle qu'à une époque où l'automobile était déjà devenue le moyen principal de transport. De plus, les superficies des cultures sont considérablement plus grandes que dans le Midwest et le Sud. Puisqu'une seule ville pouvait servir une région de cultures plus vaste qu'au XIXe siècle, la densité des villes est considérablement inférieure à celle des régions colonisées aux époques précédentes. Par conséquent il y a très peu de municipalités dans la région par rapport aux autres régions rurales.
Cependant, après la guerre de Sécession, la Californie a commencé à produire un excédent de blé, qui lui permet d'alimenter, après la ruée vers l'or en Californie, les ruées vers l'or en Australie. Elle devient même le grenier à blé du Pacifique dès les années 1860, grâce à la rapidité des clippers. La production de blé en Californie dépasse celle d'avoine en 1860, lorsqu'il ne s'agit plus seulement de nourrir le cheptel, et approche d'une surface de 1 million d'acres en 1867. Entre 1860 et 1880, la Californie est la principale fournisseuse de blé américain à l'Angleterre. Après avoir atteint un sommet en 1888 à 3 millions d'acres, principalement dans la vallée centrale, aussi bien dans la vallée de Sacramento au nord que dans la vallée de San Joaquin au sud, avec des exploitations approchant pour certaines une surface de 1 million d'acres, et une production total de 42 millions de boisseaux, qui fait de la Californie la seconde région la plus productive en céréales des États-Unis, la surface plantée en blé en Californie diminue aussi vite qu'elle avait augmenté. En 1913, elle n'est plus que de 380 000 acres.
Le premier des clippers à quitter la Californie pour l'Australie, chargé de blé, part en 1855 mais il faut attendre 1860 pour que le flux s'intensifie. L'un des utilisateurs est Isaac Friedlander, négociant international et industriel meunier, connu comme "le roi du blé" de Californie, dont les navires contournent le cap Horn pour faire le voyage vers Angleterre en 100 jours seulement. 
Dans les années 1910, la région abrite de nombreux ouvriers, dont le syndicaliste Frank Little.
De nombreux Okies et Arkies (venant d'Oklahoma et d'Arkansas) sont venus s'installer dans la vallée lors de la Grande Dépression.

## Économie
Outre ses productions agricoles, la vallée est aussi le plus grand fournisseur pétrolier de la Californie, et abrite le 3e champ pétrolier des États-Unis, le champ pétrolifère de Midway-Sunset. En dépit de ce contexte de grande poductivité, c'est paradoxalment aussi l'une des régions les plus pauvres des États-Unis, avec, en 2005, 41 % des adultes sous le seuil de pauvreté fédéral et dans un état d'insécurité alimentaire.

### Pollution
Close sur elle-même par les montagnes et ne bénéficiant pas de vent, la région est l'un des endroits où la qualité de l'air est la plus mauvaise aux États-Unis. L'élevage intensif, les problèmes d'eau, et la pollution automobile et par les pesticides sont des facteurs importants de ces mauvaises conditions environnementales.

## Villes

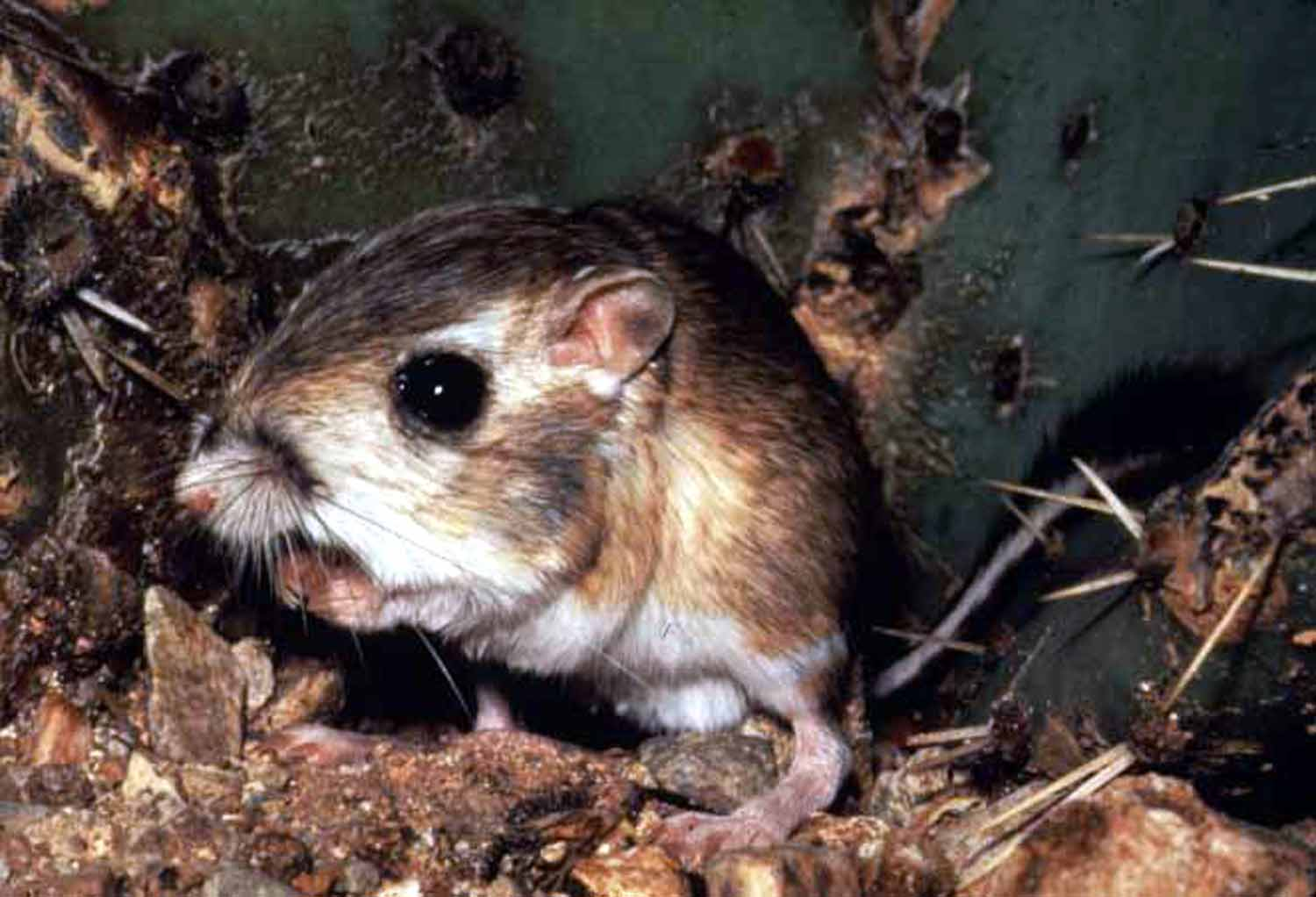
Rat kangourou de Fresno, qui vit dans la vallée.

### Villes de plus de 100 000 habitants
- Stockton
- Bakersfield
- Fresno
- Modesto
- Visalia

### Autres villes
| - Atwater - Ceres - Clovis - Delano - Hanford - Lodi - Los Banos - Madera - Manteca | - Merced - Oakdale - Porterville - Reedley - Tracy - Tulare - Turlock - Wasco - Selma |